# عادل زكي
المطران عادل زكي (1 ديسمبر 1947 ـ 21 يوليو 2019) هو رجل دين كاثوليكي مصري، كان مطرانًا للاتين في مصر في الفترة من 2009 إلى وفاته في يوليو 2019.

## حياته
ولد عادل زكى بمدينة الأقصر في 1 ديسمبر 1947، والتحق بمدرسة الفرنسيسكان بالأقصر ثم بإكليريكية أسيوط الصغرى وبعد ذلك بالمعهد الفرنسيسكانى الشرقى بالجيزة، حيث أتم الدراسات الفلسفية واللاهوتية.
أدى النذور الرهبانية الأولى يوم 8 سبتمبر 1969 ثم النذور الدائمة في 1972، وسيّم كاهناً يوم 24 سبتمبر 1972.
تلقى عادل زكي تعليمه اللاهوتي في جامعة القديس يوسف ببيروت (1972 – 1975)، حيث حصل على درجة الليسانس في اللاهوت، وخدم في أسيوط مديرًا للمدرسة وراعيًا للشباب الجامعي في الفترة من 1975 إلى 1986، ثم عيّن راعيًا ومديرًا لمدرسة نجع حمادي سنة 1986.
انتخب زكي مستشارًا للرهبنة عدة مرات، ثم صار رئيسًا للآباء الفرنسيسكان بمصر (1989 – 1998)، وفي سنة 2000، عُيّن أمينًا عامًا لمجلس البطاركة والأساقفة الكاثوليك بمصر، ثم عُين راعيًا لكنيسـة سيـدة الكرمل في بولاق أبو العلا بالقاهرة سنة 1999، وهو المنصب الذي ظل فيه إلى سنة 2009.
نُصِّب زكي مطرانًا (نائبًا رسوليًا) للاّتين بمصر في 31 أكتوبر 2009، وذلك بكنيسة سان چوزيف بالقاهرة.